# Gandawa-Wevelgem 2009
71. edycja kolarskiego wyścigu Gandawa-Wevelgem odbyła się 8 kwietnia 2009 roku. Trasa tego belgijskiego, jednodniowego wyścigu liczyła 203 km ze startem w Gandawie i metą w Wevelgem. 
Zwyciężył reprezentant Norwegii Edvald Boasson Hagen z grupy Team Columbia.

## Wyniki
| M-ce | Imię i nazwisko      | Kraj            | Drużyna             | Czas       |
| ---- | -------------------- | --------------- | ------------------- | ---------- |
| 1.   | Edvald Boasson Hagen | Norwegia        | Team Columbia       | 5h 00' 31" |
| 2    | Aliaksandr Kuczynski | Białoruś        | Liquigas            | + 0' 03"   |
| 3    | Matthew Goss         | Australia       | Team CSC            | + 0' 52"   |
| 4    | Mathew Hayman        | Australia       | Rabobank            | + 0' 52"   |
| 5    | Andreas Klier        | Niemcy          | Cervélo TestTeam    | + 0' 55"   |
| 6    | Koldo Fernández      | Hiszpania       | Euskaltel - Euskadi | + 1' 47"   |
| 7    | Marcus Burghardt     | Niemcy          | Team Columbia       | + 2' 12"   |
| 8    | Tom Leezer           | Holandia        | Rabobank            | + 2' 12"   |
| 9    | Manuel Quinziato     | Włochy          | Liquigas            | + 2' 12"   |
| 10   | Jeremy Hunt          | Wielka Brytania | Cervélo TestTeam    | + 2' 12"   |